# ESO 3.6미터 망원경

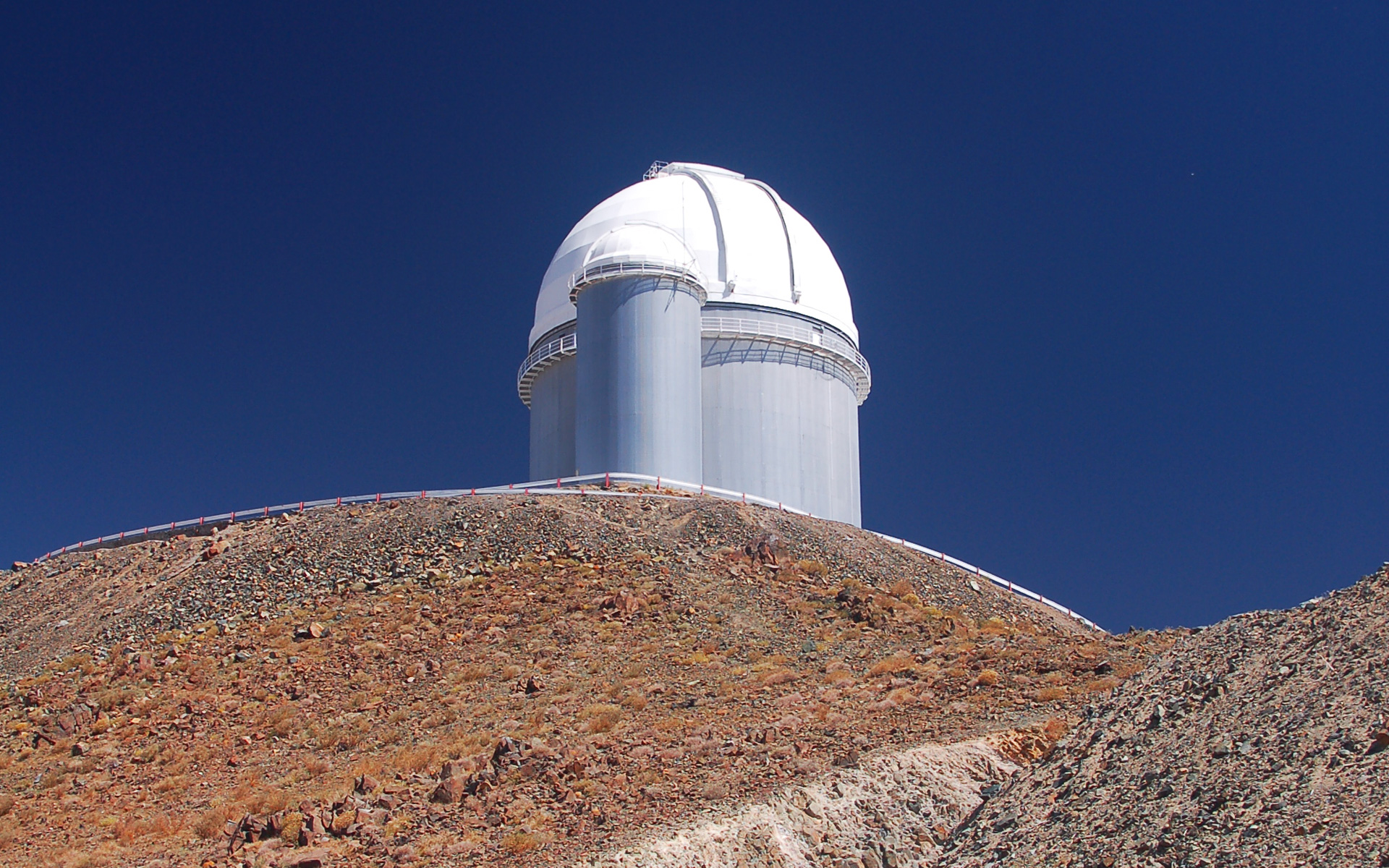
ESO 3.6미터 망원경

ESO 3.6미터 망원경은 지름 3.6 미터의 망원경이다. 국제적 천문 기구 유럽 남천 천문대(European Southern Observatory, ESO)가 운영한다. 이 망원경은 칠레 라 실라 천문대에 소재한다. 1977년에 작동 시작하였고 1999년에 정밀검사를 받고는 업그레이드되었다. 다른 말로 ESO 라 실라 3.6미터 망원경이라고 한다.
M1 지름은 3.566m이다.

## 부속 장치
- HARPS(High Accuracy Radial velocity Planet Searcher)는 ESO 라 실라 3.6미터 망원경에 부착된 장비로서, 각속도 측정을 하는 장치이다. 태양계 외부의 행성 탐색에 쓰인다. 1m/s 단위의 매우 높은 정도의 정밀함을 갖는다.[2]
- EFOSC2(ESO Faint Object Spectrograph and Camera)는 저해상도의 분광과 측광을 위한 장치이다. 여러 서브 모드가 존재한다.[3]